# 海貴人 (雍正帝)
海貴人（？—1761年），出身𣎴詳，清朝雍正帝之貴人，葬於泰陵妃園寢:351。

## 生平
目前並不清楚海貴人是在何時、以何方式被雍正帝收為後宮主位，僅知雍正三年三月，宮中已有「海常在」之名。雍正元年二月十四日，雍正帝下旨曰：「奉太后額娘懿旨，年氏側福晉封為貴妃，李氏側福晉、錢氏格格封為妃，宋氏格格、耿氏格格封為嬪」，沒有海常在之名，似乎表明她並非雍正帝潛邸時的侍妾。雍正十三年九月，晉升為海貴人。雍正十三年年底，當時仍在世的雍正帝貴人有四位，依次為郭貴人、安貴人、李貴人與海貴人，海貴人排在第四位。乾隆二十六年十二月，海貴人去世，暫安田村殯宮，欽天監派員從當年十二月二十三日至乾隆二十七年四月連續供飯和上香九十八天。乾隆二十七年四月初十日，海貴人奉安泰陵妃園寢。